# Pentastiridius moesta
Pentastiridius moesta är en insektsart som först beskrevs av Stsl 1855.  Pentastiridius moesta ingår i släktet Pentastiridius och familjen kilstritar. Inga underarter finns listade i Catalogue of Life.